# Zagryphus nasutus
Zagryphus nasutus är en stekelart som först beskrevs av Cresson 1868.  Zagryphus nasutus ingår i släktet Zagryphus och familjen brokparasitsteklar. Inga underarter finns listade i Catalogue of Life.